# Mary Sue
Mary Sue(메리 수)는 허구의 캐릭터 원형으로, 일반적으로 모든 영역에 걸쳐 설명할 수 없을 정도로 유능하고, 독특한 재능이나 능력을 갖고 있으며, 대부분의 다른 캐릭터가 좋아하거나 존경하며, 비현실적으로 약점이 없고, 극도로 매력적이고, 선천적으로 매력적인 것으로 종종 묘사되는 젊은 여성이다. 고결하거나 일반적으로 의미 있는 성격 결함이 부족하다. 일반적으로 여성이고 거의 항상 주인공인 Mary Sue는 종종 작가의 이상화된 자기 삽입이며 소원 성취의 한 형태로 사용될 수 있다. Mary Sue의 이야기는 종종 청소년 작가들이 쓴다.
팬 픽션에서 유래한 Mary Sue라는 용어는 폴라 스미스(Paula Smith)가 1973년 패러디 단편 소설 "A Trekkie's Tale"에서 스타 트렉 팬픽션에 널리 퍼져 있는 이상화된 여성 캐릭터를 대표하는 캐릭터의 이름으로 만들어졌다. 이 용어는 남성 캐릭터에도 적용되었지만 비슷한 특성을 가진 남성 캐릭터는 Gary Stu 또는 Marty Stu로 표시될 수 있다.
문학적 비유로서 Mary Sue 원형은 품질이 낮은 글쓰기와 광범위하게 연관되어 있으며 Mary Sue 캐릭터가 등장하는 이야기는 종종 이에 대해 약한 것으로 간주된다. 이 용어는 대부분 부정적으로 사용되지만 때로는 긍정적으로 사용된다.